# 엣추다이몬역
엣추다이몬역(일본어: 越中大門駅, えっちゅうだいもんえき)은 일본 도야마현 이미즈시에 있는 아이노카제토야마 철도의 철도역이다.

## 역 구조
2면 3선 구조의 지상역이다. 도야마 지역 철도부가 관리하는 업무 위탁역으로, 영업은 JR 서일본 가나자와 메인텍이 대신 하고 있다. 아침과 심야 시간대에는 무인으로 운영된다.

### 승강장
| 1 | ■ 아이노카제토야마 철도선 | 상행 | 다카오카 · 가나자와 방면 |                                    |
| 2 | ■ 아이노카제토야마 철도선 | 상행 | 다카오카 · 후쿠이 방면   | (특급 열차를 대피하는 열차가 사용) |
| 2 | ■ 아이노카제토야마 철도선 | 하행 | 도야마 · 우오즈 방면     | (특급 열차를 대피하는 열차가 사용) |
| 3 | ■ 아이노카제토야마 철도선 | 하행 | 도야마 · 우오즈 방면     |                                    |

## 역사
- 1923년 10월 15일: 일본국유철도 호쿠리쿠 본선 다카오카 역 ~ 고스기 역 사이에 신설 개업.
- 1987년 4월 1일: 민영화에 따라 서일본 여객철도의 소속이 되었다.
- 2015년
  - 3월 14일: 호쿠리쿠 신칸센의 연장 개통에 따라 아이노카제토야마 철도로 소속이 이관되었다.
  - 3월 26일: ICOCA 도입.

## 인접역
| 아이노카제토야마 철도 아이노카제토야마 철도선 | 아이노카제토야마 철도 아이노카제토야마 철도선 | 아이노카제토야마 철도 아이노카제토야마 철도선 |
| --------------------------------------------- | --------------------------------------------- | --------------------------------------------- |
| 다카오카 가나자와 방면                        | ■ 아이노카제토야마 철도선                     | 고스기 도야마 방면                            |